# Гайгейт (Вермонт)
Гайгейт (англ. Highgate) — місто (англ. town) в США, в окрузі Франклін штату Вермонт. Населення — 3472 особи (2020).

## Демографія
Згідно з переписом 2010 року, у місті мешкало 3535 осіб у 1311 домогосподарстві у складі 977 родин. Було 1554 помешкання
Расовий склад населення:
| - 93,2 % — білих - 2,7 % — корінних американців - 0,3 % — азіатів - 0,2 % — чорних або афроамериканців |

До двох чи більше рас належало 3,4 %. Частка іспаномовних становила 0,4 % від усіх жителів.
За віковим діапазоном населення розподілялося таким чином: 24,9 % — особи молодші 18 років, 64,6 % — особи у віці 18—64 років, 10,5 % — особи у віці 65 років та старші. Медіана віку мешканця становила 37,8 року. На 100 осіб жіночої статі у місті припадало 104,2 чоловіків;  на 100 жінок у віці від 18 років та старших — 104,0 чоловіків також старших 18 років.
Середній дохід на одне домашнє господарство  становив 67 047 доларів США (медіана — 57 819), а середній дохід на одну сім'ю — 77 133 долари (медіана — 59 963). Медіана доходів становила 49 205 доларів для чоловіків та 32 269 доларів для жінок. За межею бідності перебувало 7,3 % осіб, у тому числі 10,9 % дітей у віці до 18 років та 9,3 % осіб у віці 65 років та старших.
Цивільне працевлаштоване населення становило 1892 особи. Основні галузі зайнятості: освіта, охорона здоров'я та соціальна допомога — 21,1 %, виробництво — 16,1 %, мистецтво, розваги та відпочинок — 14,0 %.